# International Bar Association
Die International Bar Association (IBA) ist die am 17. Februar 1947 gegründete internationale Vereinigung von Rechtsanwälten, Rechtsanwaltskammern und Rechtsanwaltskanzleien. Die IBA hat derzeit als Mitglieder über 80.000 Einzelanwälte und 180 Anwaltsverbände und Kanzleien aus 175 Ländern.
Hauptsitz der IBA ist London, Großbritannien. Der Verband unterhält jedoch auch regionale Büros in Washington, D.C., Seoul und São Paulo und Den Haag. Die IBA ist maßgeblich an der Erarbeitung internationaler Rechtsreformen sowie der Gestaltung der Zukunft des juristischen Berufsstandes weltweit beteiligt. Seit der Gründung hat sie einen Status als Sonderberater vor der UN-Generalversammlung und dem UN-Wirtschafts und -Sozialrat (ECOSOC). Weiterhin ist die IBA im Beraterstab der Europäischen Kommission, des Europäischen Parlaments, der Weltbank und der WTO. Darüber hinaus ist die IBA ebenfalls mit der OECD verpartnert und beispielsweise gegen Korruption oder Geldwäsche von Anwälten vorzugehen. Weiterhin bestehen Partnerschaften mit der IFAC sowie der IOE.
Von 1975 bis 1978 war der Hamburger Rechtsanwalt Dr. Werner Deuchler Präsident der International Bar Association. Die Bundesrechtsanwaltskammer und der Deutsche Anwaltverein sind ebenfalls Mitglieder der IBA.

## Organisationsstruktur
Die Vereinigung ist wie folgt organisiert:
1. Council (Leitungsgremium) – Oberste Instanz. Wählt Präsidenten und hohe Vertreter. Fasst Beschlüsse.
2. Management Board (Geschäftsführung) – Allgemeine operative Organisationsführung.
3. Divisions (Abteilungen) – Unterteilung in verschiedene Ressorts.

## Letzte Präsidenten
Die letzten Präsidenten waren:
- 2021–2022: Sternford Moyo (Zimbabwe)
- 2019–2020: Horacio Bernardes Neto (Brasilien)
- 2017–2018: Martin Šolc (Tschechische Republik)
- 2015–2016: David W. Rivkin (Vereinigte Staaten von Amerika)

## Jährliche globale Konferenzen
(Quelle: )
- 2024: Mexico-Stadt
- 2023: Paris
- 2022: Miami
- 2021: Virtuell
- 2020: Virtuell
- 2019: Seoul